# Филип Готфрид фон Кастел-Рюденхаузен
Филип Готфрид фон Кастел-Рюденхаузен (на немски: Philipp Gottfried fon Castell-Rüdenhausen, „Lips“; * 21 ноември 1641 в Рюденхаузен; † 10 януари 1681 в Рюденхаузен) от род Кастел е от 1653 г. до смъртта си владетел на графство Кастел-Рюденхаузен.

## Биография
Той е най-възрастният син на граф Георг Фридрих фон Кастел-Рюденхаузен († 1653) и съпругата му Луиза Шенкин цу Лимпург в Шпекфелд († 1663). Брат е на Фридрих Лудвиг (1642 – 1680), Хайнрих Албрехт (1643 – 1674) и Еберхард (1650 – 1674).
След смъртта на баща му 1653 г. Филип Готфрид е под опекунството на роднините му граф Волфганг Георг I фон Кастел-Ремлинген († 1668) и граф Хайнрих Фридрих фон Хоенлое-Лангенбург († 1699).
Филип Готфрид получава военно образование в Маастрихт в Холандия. През 1663 г., след смъртта на майка му, той се връща и поема управлението на Кастел-Рюденхаузен, преди това той трябва да вземе съгласието на братята си. От 1672 до 1673 г. той е полковник-лейтенант.

## Фамилия
Филип Готфрид се жени на 6 декември 1670 г. в Даун за вилд и райнграфиня Анна Сибила Флорентина фон Даун цу Залм (* 29 септември 1648; † 12 март 1685), дъщеря на Йохан Лудвиг фон Салм-Даун вилд и райнграф цу Даун, граф цу Залм (1620 – 1673) и Елизабет фон Пютлинген (1620 – 1649). Те имат децата:
- Доротея София Флорентина (1671 – 1722)
- София Юлиана (1673 – 1758), омъжена на 8 февруари 1695 г. в Рюденхаузен за граф Адолф Хендрик ван Рехтерн (1656 – 1731)
- Йохан Фридрих (1675 – 1749), женен I. на 3 февруари 1695 г. за графиня Шарлота Юлиана фон Кастел-Ремлинген (1670 – 1696), II. на 5 август 1696 г. в Йоринген за графиня Шарлота Луиза фон Хоенлое-Глайхен (1671 – 1697), III. на 22 февруари 1699 г. в Драге, Холщайн за графиня Катарина Хедвиг фон Рантцау (1683 – 1743), IV. на 19 юли 1743 г. в Рюденхаузен за графиня Елеонора Христиана фон Хоенлое-Глайхен (1720 – 1746), V. на 23 февруари 1747 г. в Рюденхаузен за графиня Магдалена Доротея фон Хоенлое-Ингелфинген (1705 – 1762)
- Филипина Елеонора (1676 – 1757), омъжена на 11 декември 1706 г. в Алмело за барон Фредерик Рудолф ван Рехтерен-Мениксхавен (1664/66 – 1742)
- Елитабета Доротея (1677 – 1678)
- Йохан Готфрид (1678 – 1679)
- Йохана Елизабета (1679 – 1757)
- Христиана Шарлота Юлиана (1681 – 1698)